# Cumingia tellinoides
Cumingia tellinoides is een tweekleppigensoort uit de familie van de Semelidae. De wetenschappelijke naam van de soort is voor het eerst geldig gepubliceerd in 1831 door Conrad.